# Cirkelsmed
Cirkelsmed är en äldre beteckning på en person som tillverkar passare. Ordet används även allmännare om tillverkare av andra finare järn- och stålverktyg, exempelvis sågar, borrar, mejslar. Cirkel eller cirkelinstrument är ett äldre ord för passare.